# Casarão dos Lundgren
O Casarão dos Lundgren é uma edificação histórica localizada no município de Paulista, na área metropolitana do Recife em Pernambuco, Brasil.

## História
Herman Theodor Lundgren, imigrante sueco, veio para o Brasil e chegou à Recife em 1857, onde abriu seu próprio negócio no porto, depois tornou-se sócio na fábrica de pólvora Pernambuco Powder Factory, até finalmente adquirir a firma Rodrigues & Lima, uma fábrica de tecidos em falência. Em 1907, adquiriu também a Companhia de Tecidos Paulista. Com as fábricas e as vilas operárias que construiu próximo delas, Herman sentiu a necessidade de construir um casarão para abrigar a sua família.
A Companhia de Tecidos Paulista tinha sido instalada no terreno adquirido do comendador José Adolfo Rodrigues Lima, onde antes funcionava o Engenho Paulista (ou Engenho Paratibe de Baixo). Recebeu este nome Paulista após o Engenho Paratibe de Baixo ser comprado por Manuel Álvares de Moraes Navarro, natural da Capitania de São Paulo e conhecido como "o Paulista" pelos moradores da Capitania de Pernambuco.
Neste terreno, já existia a antiga casa-grande do Engenho Paulista e na década de 1900, Herman contratou engenheiros alemães e ingleses para a ampliação do imóvel, que é caracterizado pelos tijolos avermelhados aparentes. Essa ampliação finalizou em 1918, mas ainda na entrada mantém-se no tapete escrito "Casa-Grande".

## Estrutura
A primeira casa, a parte térrea, foi erguida no princípio do século XX, possui alpendres com sustentação de colunas metálicas e calhas para condução de água pluvial na sua área de 377 m2. O telhado é constituído de telhas do tipo canal, com empenas laterais triangulares com pequenas aberturas.
A segunda casa, com 4 pavimentos repetidos, ocupando uma área de 1164 m2, foi construída na década de 1930. É composta de pilares, vigas e lajes em concreto armado, em sua fachada encontra-se tijolos cerâmicos aparentes e sua cobertura é composta com telhas tipo francesa, uma influência da arquitetura européia.
O jardim do Coronel situa-se ao lado da Casa Grande, onde já funcionou um jardim zoológico nas décadas de 1940 e de 1950, e também um parque de diversões para os filhos dos funcionários da CTP (Companhia de Tecidos do Paulista). Ricamente arborizado com uma diversidade de árvores (oitizeiros, jaqueiras, castanholas, mangueiras, palmeiras). Também possui um coreto e a estátua do Coronel Frederico Lundgren, filho do patriarca Herman.
A família Lundgren, fundadora das Casas Pernambucanas, recebeu no casarão políticos importantes como Jimmy Carter, Getúlio Vargas e Juscelino Kubitschek.